# Halosaurus ovenii
L'alosauro (Halosaurus owenii Johnson, 1864) è un pesce osseo marino appartenente alla famiglia Halosauridae.

## Distribuzione e habitat
È presente nell'oceano Atlantico sia orientale che occidentale, limitatamente alle zone tropicali e subtropicali. Si conoscono due segnalazioni nel mar Mediterraneo, una nel 1963 in Algeria e l'altra nel 1979 presso la Sardegna meridionale.
È un pesce abissale, vive lungo la scarpata continentale, solitamente tra i 440 ed i 1600 metri.

## Descrizione
L'aspetto è simile a quello del Notacanthus bonaparte e del Polyacanthonotus rissoanus ma ancora più allungato, con l'estremità posteriore filiforme e priva di pinna caudale. La pinna dorsale è presente, breve. Le pinne ventrali sono inserite appena anteriormente alla dorsale. Il muso è dotato di un rostro largo e sottile, la bocca è nettamente infera. Le scaglie sono abbastanza grandi.
Il colore è argenteo rosato con dorso più scuro.
Misura fino a 60 cm di lunghezza.

## Biologia
Quasi ignota. Probabilmente è gregario.

### Alimentazione
Si ciba di invertebrati del benthos e di piccoli pesci.

### Riproduzione
I maschi hanno narici allargate e di colore scuro. Le larve sono leptocefali.

## Pesca
Casuale con reti a strascico.
Valore economico nullo.